# Босавас (биосферный заповедник)
Биосферный заповедник Босавас (исп. Reserva de la biosfera Bosawás) — тропический дождевой лес в Никарагуа, который был объявлен биосферным заповедником ЮНЕСКО в 1997 году. Его площадь составляет около 20 000 км² (2 миллиона гектаров), что составляет примерно 15 % от общей площади страны. Это второй по величине тропический лес в Западном полушарии после Амазонского леса в Бразилии. Заповедник Босавас в значительной степени остаётся неизученным и отличается чрезвычайным разнообразием флоры и фауны.

## Этимология
Название «Босавас» происходит от трех природных объектов: реки Бокай (англ. Bocay River), горы Саслая (англ. Mount Saslaya) и реки Уаспук (англ. Waspuk River). Заповедник включает в себя территорию Национального парка Саслая. Через его территорию проходит горная цепь Кордильера-Исабелья, а река Коко образует северную границу с Гондурасом.

## История
Заповедник Босавас расположен в департаменте Хинотега на севере Никарагуа и частично охватывает территории двух коренных народов страны — майанга и мискито. Этот регион богат природными ресурсами, в первую очередь древесиной и золотыми месторождениями. На территории заповедника проживает около 56 000 человек, часть которых составляют коренные народы мискито и майанга.
Заповедник Босавас развивался на фоне конфликтов между правительством сандинистов и коренными народами мискито и майанга. В рамках мирного процесса, последовавшего за вооружённым конфликтом, Никарагуа подписала Закон об автономии Атлантического побережья Никарагуа 1987 года (Закон 28), который официально признал территориальные права коренных и афро-никарагуанских общин в этом регионе. Следующее правительство под руководством Вио́ле́ты Шаморо учредило три крупных заповедника, самый большой из которых — Босавас, ядро которого составляет примерно 7 % от общей площади страны (остальная часть территории представляет собой буферную зону). Создание Босаваса, которое было объявлено без консультаций с коренными народами, первоначально рассматривалось как нарушение конституционно гарантированной территориальной автономии региона. Однако после переговоров и консультаций с местными общинами майанга и мискито, к концу 1990-х годов границы коренных территорий были четко обозначены, земля была передана в собственность коренным общинам, и идея Босаваса как биосферного заповедника была поддержана.
В январе 2020 года, в рамках продолжающихся убийств коренных жителей Босаваса, связанные с земельными конфликтами, несколько представителей народа майанга были убиты и похищены метисами (колонами), стремившимися захватить коренные земли. Это повторялось и в дальнейшем, в том числе в августе 2021 года, когда произошло массовое убийство девяти представителей коренных народов и сексуальные насилия в отношении женщин в общине Саунь Ас.

## Флора и фауна
Заповедник Босавас охватывает примерно 10 000 км² лесных массивов.
Ботаническое разнообразие Босаваса чрезвычайно высоко, с тысячами видов сосудистых растений. Заповедник также богат таксонами беспозвоночных и позвоночных животных. По оценкам, в Босавасе обитает от 100 000 до 200 000 видов насекомых, хотя точное количество может быть гораздо больше, однако более точная оценка невозможна из-за того, что территория остаётся относительно неизученной. В этом регионе встречаются квецали и гуаканамы в значительных количествах, а также крупнейший и самый мощный орел Америки — харпия (Harpia harpyja). Это лишь несколько из 700 видов птиц, которые могут обитать на территории заповедника, который был признан важной орнитологической территорией (IBA) организацией BirdLife International. В заповеднике также встречаются пума и ягуар — могущественные хищники, являющиеся верхними звеньями пищевой цепи, а тапиры (Tapirus bairdii) являются их любимой добычей.
Моховая саламандра Саслая (Nototriton saslaya) получила своё название в честь горы Саслая. Её ареал полностью находится в пределах Босавасского биосферного заповедника.